# Delphinium kaschgaricum
Delphinium kaschgaricum är en ranunkelväxtart som beskrevs av C.Y. Yang och B. Wang. Delphinium kaschgaricum ingår i släktet storriddarsporrar, och familjen ranunkelväxter. Inga underarter finns listade i Catalogue of Life.